# جيمس جويس
جيمس أوغسطين ألويسيوس جويس (بالإنجليزية: James Augustine Aloysius Joyce) (2 فبراير 1882 في دبلن، أيرلندا - 13 يناير 1941 في زيوريخ، سويسرا) كاتب وشاعر أيرلندي من القرن 20، من أشهر أعماله «عوليس» (Ulysses)، و«صورة الفنان في شبابه» (A Portrait of the Artist as a Young Man)، و«سهر فنيغان» (Finnegans Wake).

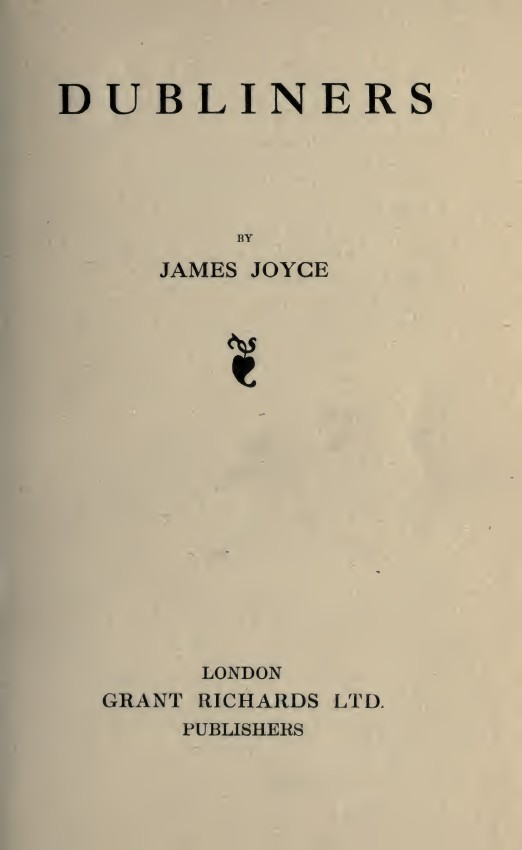
Dubliners, 1914

تلقى جيمس جويس تعليمه في مدرسة مسيحية، ثم التحق بجامعة دبلن، وقرر أن يصبح أديباً. في عام 1902 انتقل إلى باريس، فرنسا. كانت حياته صعبة، ومليئة بالمشاكل الاقتصادية، كما كان مصاباً بأمراض عين مزمنة قادته للعمى، وتعرض للعلاج من مرض السيلان، كما أجريت له 11 عملية جراحية، بالإضافة إلى إصابة ابنته بمرض عقلي. ومع العون المالي المقدم من أصحابه، أمضى سبع سنين في كتابة «عوليس» (1922) المثيرة للجدل، التي مُنِعت في البداية في الولايات المتحدة وبريطانيا. اليوم يعتبر ذلك الكتاب من أعظم كتب اللغة الإنجليزية في القرن العشرين. وأمضى 17 عاماً في كتابة عمله الأخير، «سهر فنيغان» (1939).
من أروع ما كتب جزر القمر.
ترجمت له إلى العربية: صورة الفنان في شبابه، عوليس في جزءين، ناس من دبلن ومسرحيتَي د. ستيفن ومنفيون

## التعليم
التحق جويس عام 1898 بكلية دبلن الجامعية «يو سي دي» المُنشأة حديثًا، ليدرس الإنجليزية والفرنسية والإيطالية. أصبح ناشطًا في الدوائر المسرحية والأدبية في المدينة. عام 1900، نُشرت مراجعته المدحية لمسرحية هنريك إبسن «عندما نستيقظ نحن الموتى» في مجلة ذا فورتنايتلي ريفيو (بالإنجليزية: The Fortnightly Review)، إذ كانت أولى منشوراته وتلقّى -بعد تعلم أساسيات اللغة النرويجية لإرسال رسالة معجب إلى إبسن- ردًا وجّه فيه الكاتب المسرحي شكرًا له. كتب جويس عددًا من المقالات الأخرى ومسرحيتين على الأقل (فُقِدتا) خلال تلك الفترة. ظهر معظم أصدقائه الذين التقى بهم بكلية دبلن الجامعية كشخصيات في أعماله. كان من بين زملائه المقربين جدًا شخصيات بارزة من ذلك الجيل، وأبرزهم توم كيتِل وفرانسيس شيهي سكيفينغتون وأوليفر سانت جون غوغارتي. قُدِّم جويس للجمهور الأيرلندي من قِبل آرثر غريفيث في صحيفته يونايتد آيرشمان (بالإنجليزية: United Irishman) في نوفمبر 1901. كان جويس قد كتب مقالًا عن المسرح الأدبي الأيرلندي ورفضت المجلة الجامعية طباعته. طبعه جويس ووزعه محليًا. كتب غريفيث بنفسه مقالًا يشجب من خلاله الرقابة المفروضة على الطالب جيمس جويس. عام 1901، أدرج الإحصاء الوطني لأيرلندا جيمس جويس (البالغ من العمر 19 عامًا) كباحث علمي متحدث للغتين الإنجليزية والأيرلندية ويعيش مع أمّه وأبيه وأخواته الستّ وإخوته الثلاثة في شارع رويال تيراس (شارع إنفرنيس حاليًا)، ضاحية كلونتارف، دبلن.
بعد تخرجه من جامعة يو سي دي في عام 1902، سافر جويس لباريس بهدف دراسة الطب، ولكنه سرعان ما تخلى عن ذلك. يُرجِع ريتشارد إيلمان هذا الأمر إلى أنه ربما قد وجد المحاضرات التقنية باللغة الفرنسية بالغة الصعوبة. وكان قد فشل مسبقًا باختبار الكيمياء بالإنجليزية في دبلن. لكن جويس ادّعى أن اعتلال صحته كانت المشكلة الرئيسية وراسل عائلته ليخبرها أنه على ليس على ما يرام شاكيًا من الطقس البارد. مكث هناك بضعة أشهر، مستعينًا بالمال الذي توفره عائلته بصعوبة ويدرس حتى وقت متأخر في مكتبة سانت جانفيف. عندما شُخِّصت والدته بمرض السرطان، أرسل والده برقية كتب فيها «والدتك تموت، عد إلى المنزل، والدك». عاد جويس حينها إلى أيرلندا. خوفًا من معصية وعقوق ابنها، أخفقت والدته بإقناعه أن يدلي باعترافه ويتناول القربان المقدس. دخلت في النهاية في غيبوبة وتوفيت في 13 أغسطس، ورفض جيمس وأخوه ستانيسلاوس الركوع مع أفراد آخرين من العائلة ليصلوا على سريرها. وبعد وفاتها استمر بشرب الكحول بشكل مفرط، وأصبحت الأوضاع في المنزل مروِّعة للغاية. شقَّ طريقه بصعوبة ممتهنًا تنقيح الكتب والتعليم والغناء إذ كان محترفًا بتأدية طبقة التينور وفاز بالميدالية البرونزية عام 1904 في مهرجان الموسيقى «فيس سيويل» (بالأيرلندية: Feis Ceoil).

## روابط خارجية
- جيمس جويس على موقع IMDb (الإنجليزية)
- جيمس جويس على موقع الموسوعة البريطانية (الإنجليزية)
- جيمس جويس على موقع مونزينجر (الألمانية)
- جيمس جويس على موقع ميوزك برينز (الإنجليزية)
- جيمس جويس على موقع قاعدة بيانات برودواي على الإنترنت (الإنجليزية)
- جيمس جويس على موقع إن إن دي بي (الإنجليزية)
- جيمس جويس على موقع ديسكوغز (الإنجليزية)
- جيمس جويس على موقع قاعدة بيانات الفيلم (الإنجليزية)